# Wunnummin Lake Airport
Wunnummin Lake Airport är en flygplats i Kanada.   Den ligger i provinsen Ontario, i den sydöstra delen av landet, 1 300 km nordväst om huvudstaden Ottawa. Wunnummin Lake Airport ligger 248 meter över havet.
Terrängen runt Wunnummin Lake Airport är mycket platt. Runt Wunnummin Lake Airport är det glesbefolkat, med 8 invånare per kvadratkilometer.. Det finns inga samhällen i närheten. 